# Jan Buis
Jan Buis (Badhoevedorp, Haarlemmermeer, 15 de febrer de 1933 - Hoofddorp, 26 de març de 1995) va ser un ciclista neerlandès. Com a ciclista amateur aconseguí una medalla de bronze al Campionat del món de 1956, per darrere del seu compatriota Frans Mahn i el belga Norbert Verougstraete.